# Supplement to a California Flora
Supplement to a California Flora (abreviado Suppl. Calif. Fl.) es un libro con ilustraciones y descripciones botánicas que fue escrito por el botánico pteridólogo estadounidense Philip Alexander Munz y publicado en Berkeley en el año 1968.